# توم هارت ديك
توم هارت ديك (بالإنجليزية: Tom Hart Dyke)‏ هو  بريطاني، ولد في 12 أبريل 1976.